# Сушківська сільська рада (Коростенський район)
Сушківська сільська рада — колишня адміністративно-територіальна одиниця та орган місцевого самоврядування у Барашівському, Ємільчинському і Коростенському районах Коростенської і Волинської округ, Київської й Житомирської областей Української РСР та України з адміністративним центром у с. Сушки.

## Населені пункти
Сільській раді були підпорядковані населені пункти:
- с. Сушки
- с. Кам'яна Гора

## Населення
Кількість населення ради станом на 1923 рік становила 2 884 особи, кількість дворів — 542.
Відповідно до результатів перепису населення СРСР, кількість населення ради станом на 12 січня 1989 року становила 894 особи.
Станом на 5 грудня 2001 року, відповідно до перепису населення України, кількість мешканців сільської ради становила 702 особи.

## Склад ради
Рада складалася з 12 депутатів та голови.

### Керівний склад сільської ради
| ПІБ                          | Основні відомості                                                                                     | Дата обрання | Дата звільнення |
| ---------------------------- | --- | ------------ | --------------- |
| Харченко Федір Васильович    | Сільський голова, 1956 року народження, освіта, член Соціал-демократичної партії України (об'єднаної) | 26.03.2006   | 31.10.2010      |
| Максимчук Людмила Миколаївна | Сільський голова, 1976 року народження, освіта середня загальна, позапартійна                         | 31.10.2010   |                 |

Примітка: таблиця складена за даними джерела

## Історія
Створена 1923 року в складі с. Сушки, колонії Хотиж та урочища Бедрія Барашівської волості Коростенського повіту Волинської губернії. 12 січня 1924 року, відповідно до рішення Волинської ГАТК (протокол № 6/1 «Про зміни в межах округів, районів і сільрад»), ур. Бедрія та кол. Хотиж передано до складу Білківської і Зеленицької сільських рад Барашівського району Коростенської округи. Станом на 1 жовтня 1941 року в підпорядкуванні значилися хутори Кам'яна Гора та Новини.
Станом на 1 вересня 1946 року сільська рада входила до складу Барашівського району Житомирської області, на обліку в раді перебували села Кам'яна Гора, Новина та Сушки.
28 червня 1955 року, відповідно до рішення Житомирського облвиконкому № 636 «Про зміни в адміністративно-територіальному поділі Володарсько-Волинського, Коростенського, Червоноармійського і Барашівського районів», підпорядковано с. Олександрівка Суховільської сільської ради Володарсько-Волинського району Житомирської області. 6 лютого 1956 року, відповідно до рішення Житомирського облвиконкому № 95 «Про перечислення окремих населених пунктів в межах Дзержинського, Барашівського і Радомишльського районів», до складу ради включено с. Рудня-Баранівська Зеленицької сільської ради Барашівського району. На 29 червня 1960 року с. Рудня-Баранівська (згодом — Рудня) значилося в підпорядкуванні Зеленицької сільської ради Ємільчинського району. 20 травня 1963 року, відповідно до рішення Житомирського облвиконкому № 241 «Про зміни в адміністративно-територіальному поділі Малинського та Ємільчинського районів», села Новина та Олександрівка передані до складу Зеленицької сільської ради Ємільчинського району. 9 грудня 1966 року, відповідно до рішення Житомирського облвиконкому № 638 «Про зміни в адміністративному підпорядкуванні деяких населених пунктів області», підпорядковано села Новина, Олександрівка та Рудня Зеленицької сільської ради Ємільчинського району.
На 1 січня 1972 року сільська рада входила до складу Коростенського району Житомирської області, на обліку в раді перебували села Кам'яна Гора, Новина, Олександрівка, Рудня та Сушки.
12 серпня 1974 року, відповідно до рішення Житомирського облвиконкому № 342 «Про зміни в адміністративно-територіальному поділі окремих районів області в зв'язку з укрупненням колгоспів», села Новина, Олександрівка та Рудня передані до складу Ришавської сільської ради Коростенського району.
Ліквідована 17 липня 2020 року. Територію та населені пункти ради, відповідно до розпорядження Кабінету Міністрів України № 711-р від 12 червня 2020 року «Про визначення адміністративних центрів та затвердження територій територіальних громад Житомирської області», включено до складу Ушомирської сільської територіальної громади Коростенського району Житомирської області.
Входила до складу Барашівського (7.03.1923 р.), Ємільчинського (30.12.1962 р.) та Коростенського (9.12.1966 р.) районів.